# Steve Forbert
Samuel Stephen "Steve" Forbert (Meridian, Misisipi; 13 de diciembre de 1954) es un cantante, músico y compositor de música pop estadounidense. Bob Harris, de BBC Radio 2, dijo que Forbet tiene "una de las voces más distintivas del mundo".
Su canción de 1979 Romeo's Tune alcanzó el número 13° en el U.S. Billoboard Hot 100 y número 13° en Billoboard's Adult Contemporany Chart. También pasó dos semanas en el número 8 en Canadá. Sus otros sencillos han aparecido en Billoboard. Los primeros cuatro álbumes de Forbet se ubicaron en la lista Billoboard 200, con Jack Rabbin Slim certificado de oro. En 2003, su álbum Any old Time fue nominado para un Premio Grammy en la categoría Mejor Folk Tradicional. Forbet ha lanzado diecinueve álbumes de estudio y tres en vivo.
Las canciones de Forbert han sido grabadas por diferentes artistas, incluidos Rosanne Cash, Keith Urban, Marty Stuart y Webb Wilder. En 2017, se lanzó un álbum tributo, An American Troubador: The songs of Steve Forbet, con versiones de sus canciones de veintiún artistas.
En septiembre de 2018, lanzó su memoria Big City Cat: My Life In Folk Rock, con la editora Therese Boyd. Acompañó el lanzamiento de su 19.º álbum de estudio The Magic Tree en Blue Rose Music.

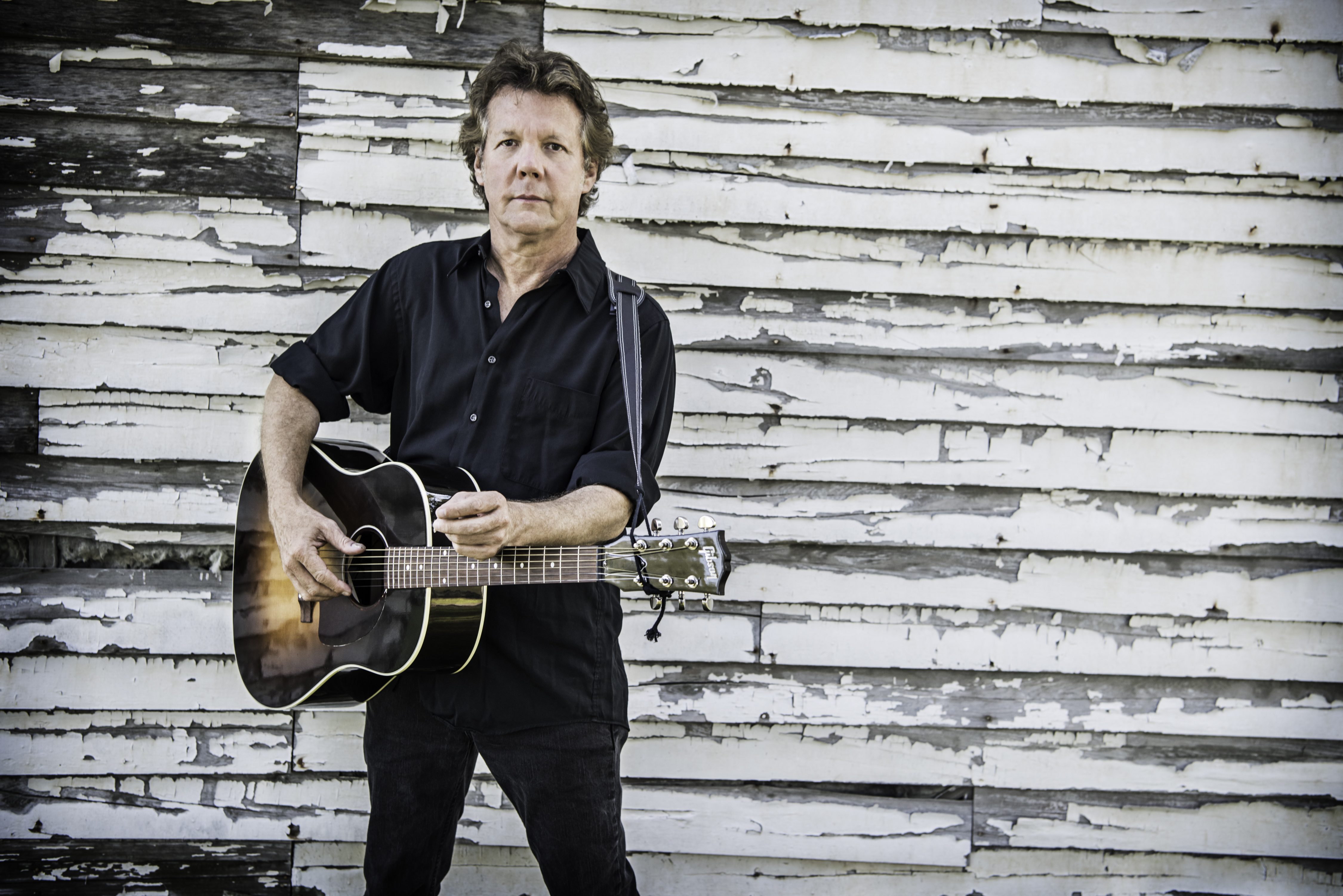
Steve Forbert en 2017

## Primeros años
Forbert nació en Meridian, Misisipi, Estados Unidos. Cuando era niño se enamoró de la música, incluso tocando guitarra de aire en una banda imaginaria llamada The Mosquitos. Debido a la fascinación por la radio Top 40, se proclamó «un adicto a la música». A los 17 años comenzó a escribir canciones, y pronto se mudó a la ciudad de Nueva York en 1976, para experimentar la escena Punk Rock de la década de 1970. Allí actuó en la calle para los transeúntes en Greenwich Village, y tuvo sus primeros espectáculos como cantante con guitarra y armónica en el club de Punk GBGB antes de pasar a los locales populares Kenny's Castawards y Folk City.

## Carrera musical
Forbert firmó un contrato de grabación con Nemperor en 1978, y lanzaron su álbum de Alive on Arrival en ese año. Mientras que algunos como Village Voce, lo llamaron "el nuevo Dylan", de cualquier comparación con Bob Dylan este respondió: 

"No se puede prestar atención a eso. Era solo un cliché en ese entonces, y no es nada me lo tomo en serio. Estoy fuera del gancho: no tengo que ser más inteligente que todos los demás y saber todas las respuestas como Bob Dylan".

A pesar de que la manga de su segundo álbum Jackrabbit Slim declaró que Romeo's Tune está "dedicada a la memoria de Florence Ballard", la canción no es realmente sobre el cantante Supremes que murió en 1976. La canción, que fue la número 11, en realidad, se escribió sobre una chica en Meridian, ciudad natal de Forbert, Misisipi, pero se dedicó a Ballard porque, como explico Forbert, "eso me pareció una mala noticia y una noticia muy triste. Realmente no fue atendida por el negocio de la música, que no es una historia nueva". La parte del piano de "Romeo's Tune" fue interpretada por el ex pianista de Elvis Presley Bobby Ogdin.
Jackrabbit Slim fue grabado completamente en vivo en Quadrophonic Studio en Nashville, Tennessee y el productor discográfico de John Simon, quien había trabajado en la banda. Jackrabbit Slim alcanzó el puesto 54 en la lista de álbumes del Reino Unido. El álbum alcanzó el número 20 en la lista de álbumes de Billoboard Top 200.
Forbert también tuvo un cameo en el video "Girls Just Want To Have Fun" de Cyndi Lauper, interpretando a su novio.
En 1984, Forbert tuvo un desacuerdo con su compañía discográfica Nemperor y los problemas contractuales le impidieron grabar durante años después. Su álbum de 1988, Streets of This Town, y el seguimiento de 1992 The American in Me, fueron lanzados por Geffen Records. Recibieron airolay significativo.
En los años siguientes, Forbert grabó más álbumes de canciones que escribió y cantó, acompañado de su guitarra. Mantuvo una presencia constante de gira también.

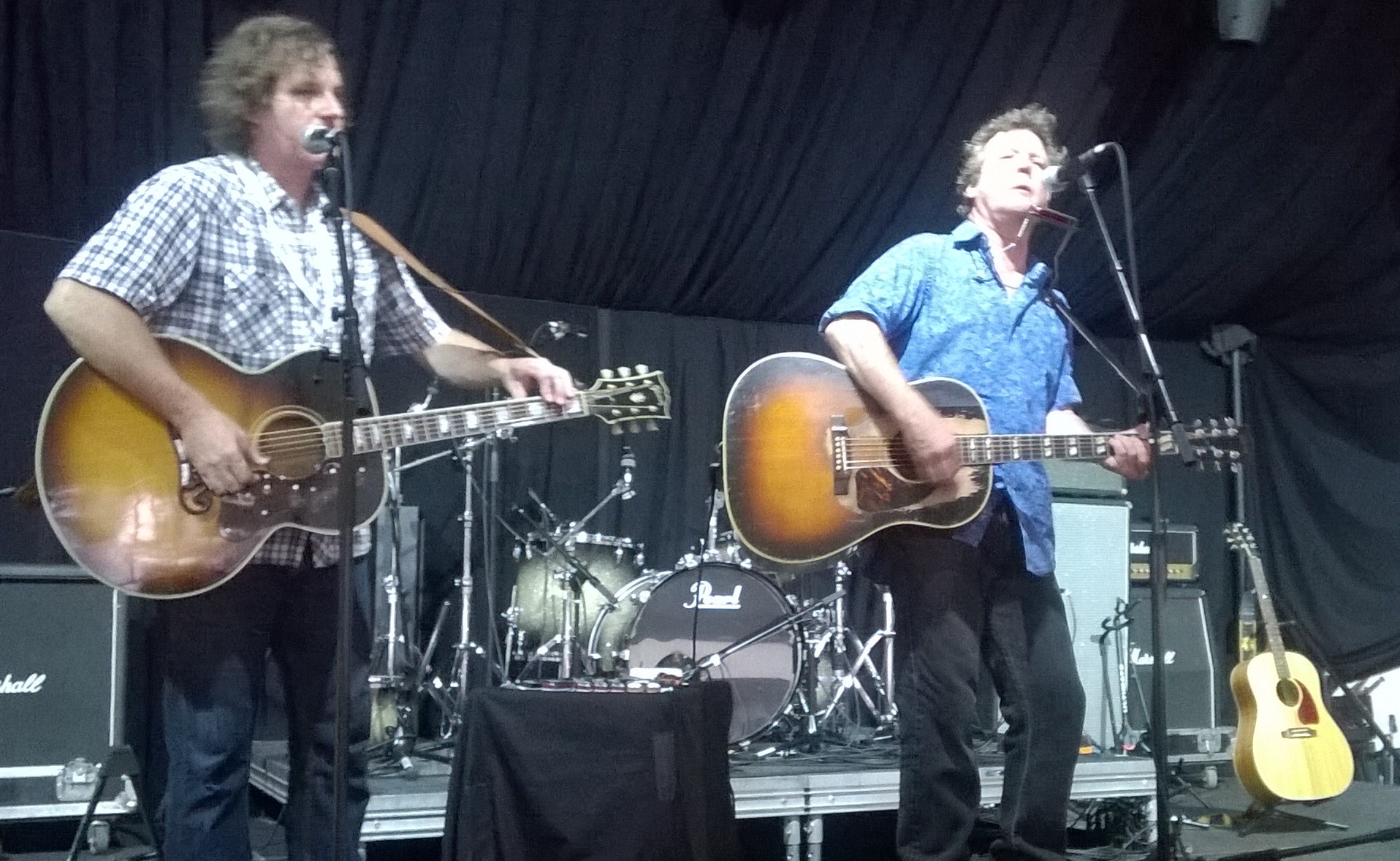
Forbert (derecha) con el guitarrista Mark Stuart en un concierto en 2015.

Para 1985, Forbert buscó una nueva inspiración y se mudó a Nashville. Su álbum tributo a Jimmie Rodgers, Any Old Time, fue nominado para un Premio Grammy 2004 en la categoría Mejor Folk Tradicional. En 2006, fue incluido en el Salón de la Fama de la Música de Misisipi, y en 2007, Keith Urban cubrió su éxito "Romeo's Tune". El mismo año, la música de Forbert apareció en la película Margot en la boda protagonizada por Nicole Kidman.
Forbert escribió una nueva música en apoyo de la Ocupar Wall Street movimiento. También comenzó a hacer fotografías usando un viejo teléfono LG. Una exhibición de las fotografías de su teléfono celular se abrió en la Tinney Contemporany Art Gallery en Nashville en septiembre de 2011.
En 2012, se unió a Blue Corn Music y lanzaron Over With You, producido por Chris Goldsmith (The Blind Boys of Alabama), ese mismo año. El acompañamiento musical en el disco incluyó a Ben Sollee con el violonchelo y el bajo, con Ber Harper como invitado en la guitarra en varias pistas. American Songwriter declaró que "todo es encantador, melancólico, líricamente conmmovedor y bellamente interpretado" y "Al igual que Warrer Zevon, Gram Parsons, Bob Dylan, Tom Petty y Bruce Springsteen, Steve Forbert ha dejado su inconfundible huella en el panorama de la música estadounidense".
Después de la destrucción causada por el huracán Sandy en 2012, Forbert lanzó un video musical, "Sandy", para create conciencia sobre la tormenta y sus consecuencias.
En 2013, Blue Corn Music relanzó los dos primeros álbumes de Forbert, Alive on Arrival y su seguimiento Jackrabbit Slim con certificación de oro. Ese año marcó el 35° Aniversario del lanzamiento de Alive on Arrival, y Forbert tocó ese álbum en su totalidad en varios Shows. Alive on Arrival fue perfilado como uno de los mejores álbumes de debut de la historian en el libro Please Allow Me To Present My Self.
Las memorias de Forbert, Big City Cat: My Life in Folk-Rock (PFP Publishing, 2018), fueron editados por Therese Boyd y publicadas en septiembre de 2018. El libro cubre su Carrera de cuatro décadas . Para acompañar El libro, al mismo tiempo, Forbert lanzó el álbum The Magic Tree en Blue Rose Music. Las doce pistas fueron seleccionadas de demos y material nuevo, y se basan en su estilo Pop y Folk Rock. Junto a Forbert en The Magic Tree está el guitarrista Clay Barnes y el álbum fue producido por Karl Derfler.

## Problemas de Salud
En 2017, Forbert recibió un diagnóstico de cáncer. Como resultado, le extirparon un riñón, recibió quimioterapia y hoy no tiene cáncer.

## Discografía

### Álbumes de estudio
- Alive on Arrival, Nemperor/CBS Records, 1978
- Jackrabbit Slim, Nemperor, 1979
- Little Stevie Orbit, Nemperor, 1980
- Steve Forbert, Nemperor, 1982
- Down in Flames Rolling Tide, 1983 (Released 2009)
- Streets of This Town, Geffen Records, 1988
- The American in Me, Geffen Records, 1992
- Mission of the Crossroad Palms, Giant/Warner Bros. Records, 1995
- Rocking Horse Head, Giant/Warner Bros. Records, 1996
- Evergreen Boy, Koch Records, 2000
- Any Old Time (Songs of Jimmie Rodgers), Koch Records, 2002
- Just Like There's Nothin' to It, Koch Records, 2004
- Strange Names & New Sensations, 429 Records, 2007
- The Place and the Time, 429 Records, 2009
- Down in Flames, Sony Music, 2010
- Over with You, Blue Corn Music, 2012[1]
- Compromised, Rock Ridge Music, 2015
- Flying at Night, Rolling Tide, 2016
- The Magic Tree, Blue Rose Music, 2018[3]
- Early Morning Rain, Blue Rose Music, 2020

### Álbumes en vivo
- King Biscuit Flower Hour: New York, 1982 1996
- Here's Your Pizza 1997
- Live at the Bottom Line 2000

### Compilaciones
- The Best of Steve Forbert: What Kinda Guy? Columbia/Sony 1993
- Young, Guitar Days Madacy/Rolling Tide Records 2001
- More Young, Guitar Days Valley Entertainment 2002
- Rock While I Can Rock: The Geffen Years Geffen 2003
- Alive on Arrival / Jackrabbit Slim 2CD reissue Blue Corn Records 2013
- An American Troubadour: The Songs of Steve Forbert Blue Rose Music 2017

### Soundtracks
- Knockaround Guys, 2001 – performed "Romeo's Tune"
- Margot at the Wedding, 2007 – performed "Romeo's Tune" and "Goin' Down to Laurel"

### Sencillos
- 1978: «It Isn't Gonna Be That Way»
- 1978: «Goin' Down to Laurel»
- 1979: «Thinkin'»
- 1979: «Romeo's Tune» – número 11 en el U.S.,[4] número 13 en el AUS, número 8 en el  CAN
- 1980: «Say Goodbye to Little Jo» – número 85 en Estados Unidos
- 1980: «The Sweet Love That You Give (Sure Goes a Long Long Way)»
- 1980: «The Oil Song»
- 1980: «Big City Cat»
- 1980: «Song for Katrina»
- 1980: «Get Well Soon»
- 1980: «Cellophane City»
- 1980: «Lonely Girl»
- 1980: «Schoolgirl»
- 1982: «When You Walk in the Room»
- 1982: «Ya Ya (Next to Me)»
- 1988: «On the Streets of This Town»
- 1988: «Running on Love»
- 1992: «Born Too Late»
- 1992: «Responsibility»
- 1992: «Baby, Don't»

### DVD
- The Steve Forbert DVD Anthology: You Cannot Win If You Do Not Play, 2005
- On Stage at World Cafe Live, 2007
- Steve Forbert in Concert, 2007

### Lanzamientos exclusivos de SteveForbert.com
- Be Here Now: Solo Live Rolling Tide Records 1994
- Be Here Again: Solo Live Rolling Tide Records 1998
- Acoustic Live: The WFUV Concert Rolling Tide Records 2000
- Solo Live in Bethlehem Rolling Tide Records 2002
- Good Soul Food – Live at the Ark Rolling Tide Records 2004
- It's Been a Long Time: Live Acoustic with Paul Errico Rolling Tide Records 2006
- Best of the Downloads Vols. 1 + 2 (live compilation) Rolling Tide Records 2008
- Meridian CD/DVD Rolling Tide Records 2008
- Don't Look Down Rolling Tide Records 2011
- Get Your Motor Running Rolling Tide Records 2012
- Early On: The Best of the Mississippi Recordings Rolling Tide Records 2012
- Palladium (live in New York on November 24, 1979) Rolling Tide Records 2013
- New Liberty Half Vol. 1 (pre-production demos for The Place and the Time) Rolling Tide Records 2013
- A Safe Past Tense (studio demos from Over with You) Rolling Tide Records 2015